# لويس فورتين
لويس فورتين هو محامي وسياسي كندي، ولد في 1 ديسمبر 1920 في ليفيس في كندا، وتوفي في 24 يونيو 2005. حزبياً، نشط في الحزب الكندي التقدمي المحافظ. وقد انتخب عضو مجلس العموم الكندي.